# راچکووو

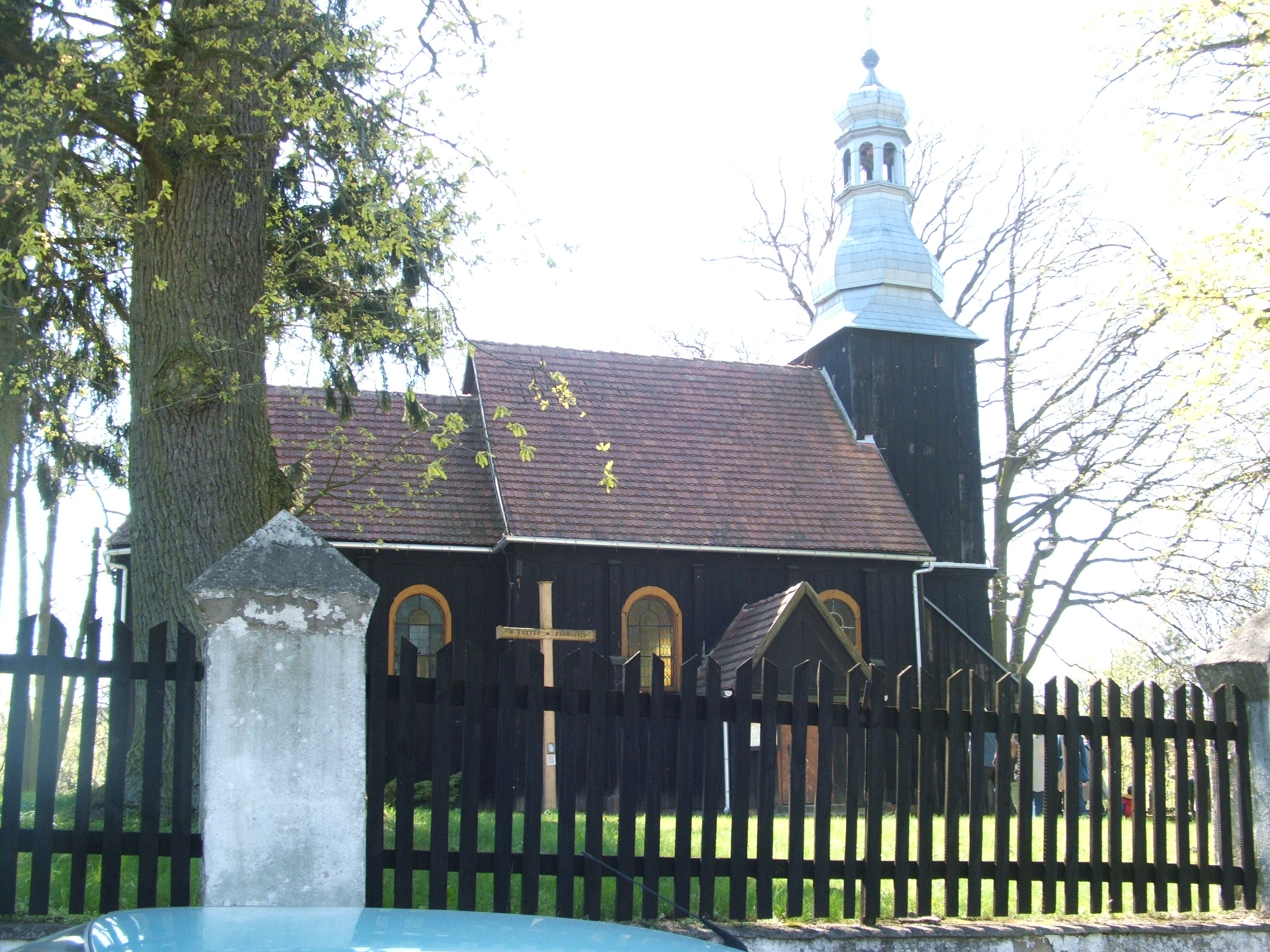
Raczkowo - کلیسای محلی St. همه مقدسین

راچکووو (به لهستانی:  Raczkowo) یک روستا در لهستان است که در گمینا سکوکی واقع شده‌است.